# Donald Arseneault
Pour les articles homonymes, voir Arseneault.
Donald Arseneault est un homme politique canadien, député libéral de Dalhousie-Restigouche-Est puis de Campbellton-Dalhousie à l'Assemblée législative du Nouveau-Brunswick de 2003 à 2017.
Il est plusieurs fois ministre jusqu'en 2010.

## Biographie
Donald Arsenault est né à Dalhousie, au Nouveau-Brunswick. Ses parents sont Jacques Arseneault, de Balmoral, et de Ghislaine Godin, de Maisonnette. Il obtient son diplôme de la polyvalente Aux quatre vents. Il étudie ensuite l'administration des affaires durant deux ans à l'Université de Moncton puis il fréquente le CCNB-Dieppe, où il est diplômé du programme coopératif triennal de marketing.
De retour à Dalhousie, il devient agent de développement économique avec le ministère du Développement économique, du Tourisme et de la Culture du Nouveau-Brunswick. Il est devenu le premier néo-brunswickois à obtenir un certificat d’expert-conseil maître du maintien et de l'expansion des entreprises auprès de Business Retention & Expansion International. Il coordonne ensuite le maintien et l'expansion des entreprises dans six municipalités, y compris Dalhousie. Il est muté au ministère de la Formation et du Développement de l'emploi comme directeur du marketing au CCNB-Dieppe mais revient plus tard dans le nord de la province, comme conseiller en marketing et en communications pour UNI Coopération financière.
Donald Arsenault est membre de l'Association libérale du Nouveau-Brunswick. Il est élu à la 55e législature pour représenter la circonscription de Restigouche-Est à l'Assemblée législative du Nouveau-Brunswick le 9 juin 2003, lors de la 55e élection générale. Il est porte-parole de l'Opposition officielle dans les domaines liés au tourisme, aux ressources humaines, aux affaires intergouvernementales, ux relations internationales et à la Société de développement régional. Il est président du caucus, en plus de siéger au Comité permanent des corporations de la Couronne. Il est vice-président de la section du Nouveau-Brunswick de l'Assemblée parlementaire de la francophonie.
Donald Arsenault est réélu à la 56e législature le 18 septembre 2006, lors de la 56e élection générale. Il est assermenté au Conseil exécutif le 3 octobre de la même année et nommé ministre des Ressources naturelles dans le gouvernement de Shawn Graham, poste qu'il occupe jusqu'au 12 novembre 2008, lorsqu’il est nommé ministre de l'Éducation postsecondaire, de la Formation et du Travail. Il est aussi nommé ministre responsable de l'Initiative pour le Nord du Nouveau-Brunswick le 22 juin 2009. Au cours de son mandat, il doit faire face à la crise de l'industrie forestière, plus précisément aux milliers de mises à pieds engendrées par la fermeture d'Abitibi-Bowater de Dalhousie situé dans sa circonscription, et de UPM Miramichi vers la fin de l'année 2007. De plus, certains activistes mécontents affrontèrent de plein fouet le ministre lors d'une rencontre à Dalhousie, concernant la question du démantèlement de l'équipement situé dans l'usine Bowater.
Il est réélu à la 57e législature le 27 septembre 2010, lors de la 57e élection générale.
Lors du remaniement ministériel annoncé par le premier ministre Brian Gallant le 5 septembre 2017, il quitte le poste de ministre de l'Éducation postsecondaire, de la Formation et du Travail. Les responsabilités de son portefeuille sont partagées entre les nouveaux ministres Gilles LePage et Roger Melanson. Donald Arseneault annonce qu'il ne sera pas candidat au scrutin suivant.
Il a été entraîneur de baseball et de balle-molle aux deux écoles secondaires de Dalhousie. Il a aussi été membre de la Corporation de Développement du Centre-Ville de Dalhousie, de Business Retention & Expansion International et de la chambre de commerce de Dalhousie.